# Amstrad PPC512
Os Amstrad PPC512 e Amstrad PPC640 foram os primeiros microcomputadores portáteis IBM PC compatíveis fabricados pela Amstrad. Foram  desenvolvidos a partir dos modelos desktop PC-1512 e PC-1640.

## Hardware
Os dois computadores possuíam especificações muito semelhantes. O PPC512 apresentava um microprocessador NEC V30 em 8 MHz, 512 KiB de memória, um teclado-padrão de 102 teclas, um monitor de vídeo LCD (sem backlight) que podia emular CGA ou MDA e um ou dois acionadores de disquete de 3" 1/2, 720 KiB cada (o modelo era ou o PPC512S ou PPC512D dependendo da quantidade de acionadores que tivesse). O PPC640 era idêntico, exceto por ter 640 KiB de memória, um modem embutido e gabinete cinza-escuro.
O PPC incluía conectores padrão para RS-232, porta paralela Centronics e vídeo CGA/MDA, permitindo que os periféricos existentes fossem usados. Todos os sinais usados pelo barramento ISA de 8 bits também estavam disponíveis através de um conector de expansão.
Quatro fontes possíveis de energia podiam ser usadas:
- Dez baterias alcalinas tipo C
- Corrente alternada residencial
- Acendedor de cigarro automotivo
- Monitor de um PC-1640 (a fonte do PC-1640 ficava no monitor)

A diagramação física dos componentes era diferente do design da maioria dos laptops: em vez da tampa conter a tela, continha o teclado. As dobradiças foram colocadas na frente da unidade central, em vez de na parte de trás. O monitor LCD era encaixado numa reentrância no topo da unidade. Os acionadores estavam localizados no lado direito. Quando fechado, o PPC media 45 cm de largura × 10 cm altura × 23 cm de profundidade.
Um banco de seis DIP switches era usado para selecionar se o hardware de vídeo emularia CGA ou MDA, e se usaria um monitor interno ou externo.
Nenhuma opção oficial de HD ou de estação de ancoragem foi fabricada, embora ambas fossem vendidas por terceiros.

## Software
O MS-DOS 3.3 era fornecido com todos os PPCs, bem como o Organizer - um conjunto de utilitários residentes em memória e que incluíam um agenda, diário, calculadora e discador telefônico. Em acréscimo, o PPC 640 era fornecido com Mirror II, um pacote de comunicações para uso com o modem embutido.
O disco de boot do MS-DOS também incluía um utilitário que podia ser usado para alternar entre o monitor interno e externo sem precisar reinicializar.

## Amstrad PC20 / Sinclair PC200

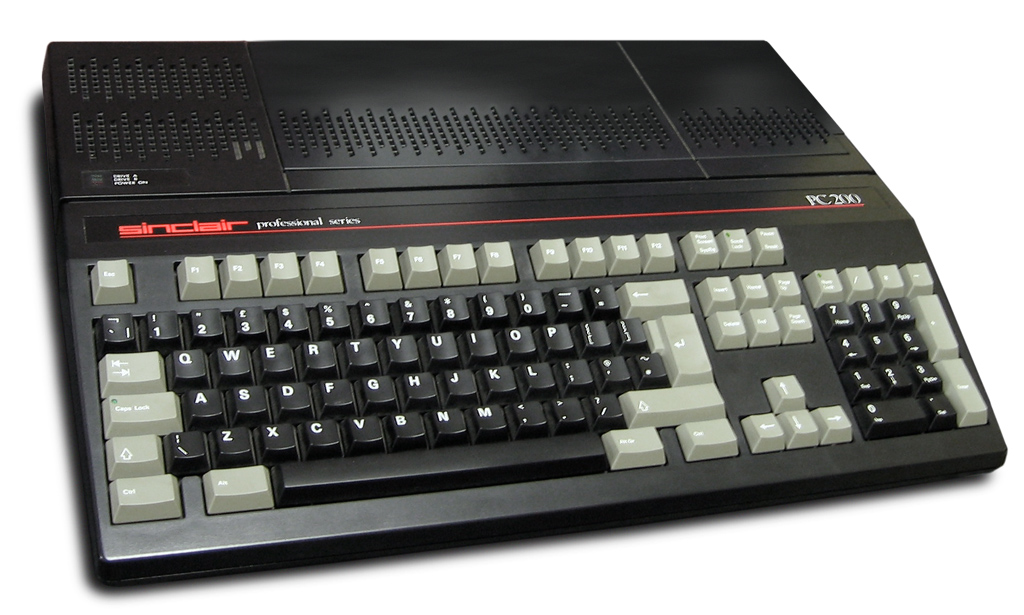
Sinclair PC200

Em fins de 1988, a Amstrad criou um computador desktop baseado no desenho do PPC, projetado para o mercado doméstico. O monitor LCD foi substituído por um modulador RF para exibir vídeo CGA num televisor, e o teclado e a UCP foram combinados num gabinete integrado similar ao Atari ST original ou do Amiga 500. A baia do segundo acionador de disquete foi substituído por dois slots ISA, embora o desenho do gabinete fosse de tal ordem que quaisquer placas de expansão ali encaixadas projetavam-se acima do topo da UCP. O PC200 tinha um gabinete preto e a marca Sinclair, enquanto o PC20 era branco e ostentava a marca Amstrad; no mais, ambas as máquinas eram idênticas.
Além do MS-DOS 3.3 e Organizer, o PC20/PC200 era vendido com o GEM e quatro jogos CGA-compatíveis.
Os recursos gráficos (CGA) e a saída de som (PC speaker) eram imensamente inferiores aos de outros computadores domésticos da época. Consequentemente, o PC20/PC200 não foi um sucesso comercial.